# 维瑟姆沙伊德
维瑟姆沙伊德是德国莱茵兰-普法尔茨州的一个市镇。总面积5.60平方公里，总人口244人，其中男性125人，女性119人（2011年12月31日），人口密度44人/平方公里。